# Psednos cathetostomus
Psednos cathetostomus är en fiskart som beskrevs av Chernova och Stein 2002. Psednos cathetostomus ingår i släktet Psednos och familjen Liparidae. Inga underarter finns listade i Catalogue of Life.